# فرنسيس كولمان
فرنسيس كولمان هو مدير موسيقي ومخرج كندي، ولد في 12 يناير 1924 في مونتريال في كندا، وتوفي في 10 أبريل 2008 في لندن في المملكة المتحدة.